# Giro del Delfinato 1965
Il Giro del Delfinato 1965, diciannovesima edizione della corsa, si svolse dal 22 al 29 maggio su un percorso di 1565 km ripartiti in 8 tappe (la seconda e la settima suddivise in due semitappe), con partenza a Mâcon e arrivo a Avignone. Fu vinto dal francese Jacques Anquetil della Ford France-Gitane davanti al suo connazionale Raymond Poulidor e al tedesco Karl-Heinz Kunde.

## Tappe
| Tappa  | Data      | Percorso                                               | km   | Vincitore di tappa    | Leader cl. generale |
| ------ | --------- | ------------------------------------------------------ | ---- | --------------------- | ------------------- |
| 1ª     | 22 maggio | Mâcon > Montceau-les-Mines                             | 211  | Theo Mertens          | Theo Mertens        |
| 2ª-1ª  | 23 maggio | Montceau-les-Mines > Roanne                            | 92   | Paul Lemeteyer        | Theo Mertens        |
| 2ª-2ª  | 23 maggio | Roanne > Saint-Étienne                                 | 112  | Gilbert Desmet        | Theo Mertens        |
| 3ª     | 24 maggio | Saint-Étienne > Oyonnax                                | 223  | Jacques Anquetil      | Jacques Anquetil    |
| 4ª     | 25 maggio | Nantua > Thonon-les-Bains                              | 208  | Pierre Martin         | Jacques Anquetil    |
| 5ª     | 26 maggio | Thonon-les-Bains > Chambéry                            | 226  | Jacques Anquetil      | Jacques Anquetil    |
| 6ª     | 27 maggio | Chambéry > Grenoble                                    | 157  | Luis Otaño            | Jacques Anquetil    |
| 7ª-1ª  | 28 maggio | Grenoble > Saint-Marcellin                             | 71   | Jan Janssen           | Jacques Anquetil    |
| 7ª-2ª  | 28 maggio | Saint-Marcellin > Romans-sur-Isère (cron. individuale) | 38   | Jacques Anquetil      | Jacques Anquetil    |
| 8ª     | 29 maggio | Romans-sur-Isère > Avignone                            | 227  | Georges Vanconingsloo | Jacques Anquetil    |
| Totale | Totale    | Totale                                                 | 1565 |                       |                     |

## Dettagli delle tappe

### 1ª tappa
- 22 maggio: Mâcon > Montceau-les-Mines – 211 km

| Pos. | Corridore        | Squadra | Tempo |
| ---- | ---------------- | ------- | ----- |
| 1    | Theo Mertens     | Peugeot |       |
| 2    | Roger Verheyden  | Lamot   |       |
| 3    | Jacques Bachelot | Margnat |       |

| Pos. | Corridore    | Squadra | Tempo |
| ---- | ------------ | ------- | ----- |
| 1    | Theo Mertens | Peugeot |       |

### 2ª tappa - 1ª semitappa
- 23 maggio: Montceau-les-Mines > Roanne – 92 km

| Pos. | Corridore       | Squadra       | Tempo |
| ---- | --------------- | ------------- | ----- |
| 1    | Paul Lemeteyer  | Ford France   |       |
| 2    | Oreste Magni    | Cynar-Allegro |       |
| 3    | André Darrigade | Margnat       |       |

| Pos. | Corridore    | Squadra | Tempo |
| ---- | ------------ | ------- | ----- |
| 1    | Theo Mertens | Peugeot |       |

### 2ª tappa - 2ª semitappa
- 23 maggio: Roanne > Saint-Étienne – 112 km

| Pos. | Corridore        | Squadra     | Tempo |
| ---- | ---------------- | ----------- | ----- |
| 1    | Gilbert Desmet   | Wiel's      |       |
| 2    | Jacques Anquetil | Ford France |       |
| 3    | Raymond Poulidor | Mercier     |       |

| Pos. | Corridore    | Squadra | Tempo |
| ---- | ------------ | ------- | ----- |
| 1    | Theo Mertens | Peugeot |       |

### 3ª tappa
- 24 maggio: Saint-Étienne > Oyonnax – 223 km

| Pos. | Corridore        | Squadra     | Tempo |
| ---- | ---------------- | ----------- | ----- |
| 1    | Jacques Anquetil | Ford France |       |
| 2    | Raymond Poulidor | Mercier     |       |
| 3    | Johny Schleck    | Pelforth    |       |

| Pos. | Corridore        | Squadra     | Tempo |
| ---- | ---------------- | ----------- | ----- |
| 1    | Jacques Anquetil | Ford France |       |

### 4ª tappa
- 25 maggio: Nantua > Thonon-les-Bains – 208 km

| Pos. | Corridore     | Squadra     | Tempo |
| ---- | ------------- | ----------- | ----- |
| 1    | Pierre Martin | Ford France |       |
| 2    | Luis Otaño    | Ferrys      |       |
| 3    | Francis Blanc | Salvarani   |       |

| Pos. | Corridore        | Squadra     | Tempo |
| ---- | ---------------- | ----------- | ----- |
| 1    | Jacques Anquetil | Ford France |       |

### 5ª tappa
- 26 maggio: Thonon-les-Bains > Chambéry – 226 km

| Pos. | Corridore        | Squadra     | Tempo |
| ---- | ---------------- | ----------- | ----- |
| 1    | Jacques Anquetil | Ford France |       |
| 2    | Raymond Poulidor | Mercier     |       |
| 3    | Raymond Delisle  | Peugeot     |       |

| Pos. | Corridore        | Squadra     | Tempo |
| ---- | ---------------- | ----------- | ----- |
| 1    | Jacques Anquetil | Ford France |       |

### 6ª tappa
- 27 maggio: Chambéry > Grenoble – 157 km

| Pos. | Corridore        | Squadra | Tempo |
| ---- | ---------------- | ------- | ----- |
| 1    | Luis Otaño       | Ferrys  |       |
| 2    | Désiré Letort    | Peugeot |       |
| 3    | Karl-Heinz Kunde | Wiel's  |       |

| Pos. | Corridore        | Squadra     | Tempo |
| ---- | ---------------- | ----------- | ----- |
| 1    | Jacques Anquetil | Ford France |       |

### 7ª tappa - 1ª semitappa
- 28 maggio: Grenoble > Saint-Marcellin – 71 km

| Pos. | Corridore        | Squadra     | Tempo |
| ---- | ---------------- | ----------- | ----- |
| 1    | Jan Janssen      | Pelforth    |       |
| 2    | Carmine Preziosi | Pelforth    |       |
| 3    | Michel Grain     | Ford France |       |

| Pos. | Corridore        | Squadra     | Tempo |
| ---- | ---------------- | ----------- | ----- |
| 1    | Jacques Anquetil | Ford France |       |

### 7ª tappa - 2ª semitappa
- 28 maggio: Saint-Marcellin > Romans-sur-Isère (cron. individuale) – 38 km

| Pos. | Corridore        | Squadra     | Tempo |
| ---- | ---------------- | ----------- | ----- |
| 1    | Jacques Anquetil | Ford France |       |
| 2    | Raymond Poulidor | Mercier     |       |
| 3    | Roger Pingeon    | Peugeot     |       |

| Pos. | Corridore        | Squadra     | Tempo |
| ---- | ---------------- | ----------- | ----- |
| 1    | Jacques Anquetil | Ford France |       |

### 8ª tappa
- 29 maggio: Romans-sur-Isère > Avignone – 227 km

| Pos. | Corridore             | Squadra  | Tempo |
| ---- | --------------------- | -------- | ----- |
| 1    | Georges Vanconingsloo | Peugeot  |       |
| 2    | Jean Marcarini        | Mercier  |       |
| 3    | Jan Janssen           | Pelforth |       |

| Pos. | Corridore        | Squadra     | Tempo     |
| ---- | ---------------- | ----------- | --------- |
| 1    | Jacques Anquetil | Ford France | 42h04'36" |
| 2    | Raymond Poulidor | Mercier     | a 1'43"   |
| 3    | Karl-Heinz Kunde | Wiel's      | a 5'58"   |

## Classifiche finali

### Classifica generale
| Pos. | Corridore                 | Squadra                  | Tempo     |
| ---- | ------------------------- | ------------------------ | --------- |
| 1    | Jacques Anquetil          | Ford France-Gitane       | 42h04'36" |
| 2    | Raymond Poulidor          | Mercier-BP-Hutchinson    | a 1'43"   |
| 3    | Karl-Heinz Kunde          | Wiel's-Groene Leeuw      | a 5'58"   |
| 4    | Lucien Aimar              | Ford France-Gitane       | a 8'53"   |
| 5    | Roger Pingeon             | Peugeot-BP-Michelin      | a 10'22"  |
| 6    | Fernando Manzaneque       | Ferrys                   | a 11'16"  |
| 7    | Eduardo Castello Vilanova | Ferrys                   | a 13'25"  |
| 8    | Gines Garcia Peran        | Margnat-Paloma-Inuri     | a 14'15"  |
| 9    | André Foucher             | Pelforth-Sauvage-Lejeune | a 15'49"  |
| 10   | Raymond Mastrotto         | Margnat-Paloma-Inuri     | a 16'32"  |